# Alfred Tarski
Alfred Tarski, né Alfred Teitelbaum le 14 janvier 1901 à Varsovie et mort le 26 octobre 1983 à Berkeley en Californie, est un logicien et un philosophe polonais, un des maîtres de l'école polonaise de logique et l'un des mathématiciens logiciens les plus éminents du XXe siècle, fondateur de la théorie des modèles et de la sémantique formelle.

## Biographie
Né en 1901 d'une famille juive de la bourgeoise de Varsovie, Alfred Tajtelbaum reçoit une excellente éducation générale. Sa mère, Rachela (Róża) née Prussak (1879-1942) est issue d'une famille juive riche et influente qui possède l'une des premières usines produisant des tissus de laine à Łódź. Le père du futur logicien, Izaak (Ignacy) Tajtelbaum (1869-1942) est un marchand originaire de Varsovie. La famille Tajtelbaum entretient les traditions juives et célèbrent les fêtes traditionnelles. Le jeune Alfred apprend l'hébreu et étudie la Torah.
En 1918, il entreprend des études de biologie à l'université de Varsovie. Cependant Stanisław Leśniewski, qui dirige le département de mathématiques, le persuade d'abandonner la biologie et d'étudier la philosophie. En 1923, Tajtelbaum change son nom en Tarski et se convertit au catholicisme. En 1924, il soutient sa thèse de doctorat sous la direction de Leśniewski, consacrée à la théorie des ensembles. Un an plus tard, Tarski obtient son habilitation.
Pendant les 14 années suivantes, Tarski est professeur associé à l'université de Varsovie où il enseigne les bases des mathématiques et de la logique et devient assistant de Jan Łukasiewicz. N’ayant cependant pas réussi à obtenir un poste à plein temps, il enseigne parallèlement les mathématiques dans des lycées.
En 1924, avec le mathématicien Stefan Banach, Tarski publie un article intitulé Sur la décomposition des ensembles de points en parties respectivement congruentes. Le théorème que les scientifiques y développent est connu sous le nom de paradoxe de Banach-Tarski.
En juin 1929, Tarski épouse Maria Witkowska avec laquelle il a deux enfants : Jan (Janusz), né en 1934 et Ina (Krystyna), né en 1938.
Il tente sans succès d’obtenir le poste de professeur de la chaire nouvellement créée à l’université de Léopol. Le concours, cependant, est emporté par le professeur Leon Chwistek. Déçu, Tarski se rend à Vienne, où il s'intéresse aux travaux du Cercle de Vienne et en discute avec Rudolf Carnap et Kurt Gödel.
En 1933 son article probablement le plus important[En quoi ?], Pojęcie prawdy w językach nauk dedukcyjnych (Le concept de vérité dans les langages des sciences déductives).
En août 1939, Tarski part aux États-Unis pour participer au Congrès Science Unity à Cambridge, Massachusetts. Ce voyage probablement lui sauve la vie. Il arrive à New York une semaine avant le déclenchement de la Seconde Guerre mondiale. Après l'invasion de la Pologne, Tarski décide de rester aux Etats-Unis. Sa femme et ses enfants l’y rejoindront après la guerre en 1946. Les parents de Tarski seront morts à Auschwitz. Son frère cadet Wacław - un avocat, satiriste, poète, utilisant le pseudonyme artistique "Avocat Wacuś" - mourra en 1944 pendant l'insurrection de Varsovie.
En 1939-1941, Tarski est chargé de cours à l'université Harvard et donne des cours à l'université de New York. En 1941, il devient membre de l'Institute for Advanced Study de Princeton. Dans les années 1942-45, il enseigne à l'université de Californie à Berkeley, et un an plus tard, il obtient une chaire à vie.
Il voyage beaucoup. En 1950, il donne des cours à l'University College de Londres et en 1955 à l’Institut Henri-Poincaré de Paris.
En 1958, Tarski fonde le Groupe de Logique et Méthodologie des Sciences à l'université de Californie à Berkeley, dans lequel mathématiciens, logiciens et philosophes travaillent ensemble. Grâce à la passion et au dévouement de Tarski, l'école californienne de logique (autrement connu sous le nom d'école occidentale de théorie des modèles) est née.
Tarski est le directeur de pas moins de 22 doctorats à Berkeley. Plus tôt, à Varsovie, il a deux étudiants éminents : Mojżesz Presburger et Andrzej Mostowski.
Alfred Tarski a été fait docteur honoris causa des universités de Calgary, Santiago du Chili et Aix-Marseille.

## Travail philosophique
Tarski est notamment connu pour sa théorie de la vérité qui jeta les bases de la sémantique et de la théorie des modèles. Il eut, par ailleurs, une influence déterminante sur l'épistémologie de Karl Popper (de l'aveu même de ce dernier), laquelle a une dette considérable à la théorie de la vérité de Tarski comme correspondance avec les faits. (Voir le livre de Popper intitulé Les deux problèmes fondamentaux de la théorie de la connaissance, édition Hermann, Paris, 1999).
En 1933, Tarski publie Pojęcie prawdy w językach nauk dedukcyjnych (Le concept de vérité dans les langages des sciences déductives). La traduction française, dans Logique, sémantique, méta-mathématique, A. Colin, 1976, a pour titre Le concept de vérité dans les langages formalisés.
Il donne le schéma d'interprétation de la vérité d'un énoncé, mais le prédicat « vrai » ne peut pas appartenir au langage sur lequel il porte, pour éviter le paradoxe du menteur :
"P" est vrai si et seulement si p.
(où p est la proposition exprimée par l'énoncé 'P')
Autrement dit :
"Ce chien est noir." est vrai si et seulement si le chien est noir.
Un des débats philosophiques sur la théorie tarskienne est de savoir si elle présuppose une vérité comme correspondance à la réalité (correspondantisme) ou si elle demeure neutre et serait plutôt une théorie dite « déflationniste » (dire "'p' est vrai" n'ajoute rien à "p") ou simplement « décitationnelle » (c'est-à-dire que le prédicat de vérité permet de retirer les guillemets de la citation).

## Travail logique et mathématique
Le théorème de Tarski, montre que la notion de vérité des énoncés d'un langage formalisé, suffisamment riche, ne peut être définie dans ce langage, mais dans ce qu'il appelle un métalangage (metajęzyk). La démonstration introduit des techniques assez proches de celles de Kurt Gödel.
Tarski est l'auteur de nombreux résultats féconds dont il est difficile de faire l'inventaire. Il a notamment formulé plusieurs énoncés équivalents à l'axiome du choix et montré la décidabilité de théories comme celle des algèbres de Boole ou des corps algébriquement clos et l'indécidabilité de théories comme celle des treillis.

## Publications
- Pojęcie prawdy w językach nauk dedukcyjnych (Le concept de vérité dans le langage des sciences déductives), Varsovie, 1933.
- Der Wahrheitsbegriff in den Sprachen der deduktiven Disziplinen, Akademischer Anzeiger der Akademie der Wissenschaften in Wien, Mathematisch-naturwissenschaftliche Klasse 69, 1932, p. 23–25.
- Über den Begriff der logischen Folgerung, Actes du Congrès international de philosophie scientifique, Sorbonne, Paris 1935, vol. VII, Logique, Paris, Hermann, 1936, p. 1-11.
- Grundlegung der wissenschaftlichen Semantik, Actes du Congrès international de philosophie scientifique, Sorbonne, Paris 1935, vol. III, Langage et pseudo-problèmes, Paris, Hermann, 1936, p. 1-8.
- The semantic conception of truth and the foundations of semantics, Philosophy and Phenomenological Research, 4, 1944, p. 341-376.
- What are Logical Notions?, Corcoran, J., ed., History and Philosophy of Logic, 7, p. 143-154.

- Logique, sémantique, métamathématique, 1923-1944, 2 volumes, Paris, Armand Colin.

- Introduction to Logic and the Methodology of Deductive Sciences, Dover Publications, Inc, New York NY, 1946  (ISBN 0-486-28462-X).
- Introduction à la logique, traduit de l'anglais par Jacques Tremblay S. J., Gauthier-Villars et E. Nauwelaerts, collection de logique mathématique, série A, 1960.
- Logic, Semantics, Metamathematics, Corcoran, J., ed. Hackett. 1st edition edited and translated by J. H. Woodger, Oxford Uni. Press.
- On the Concept of Following Logically trans. Magda Stroińska and David Hitchcock. History and Philosophy of Logic 23 : 155-196.
- A Formalization of Set Theory Without Variables, American Mathematical Society.
- Einfürhung in die Mathematische Logik und in die Methodologie der Mathematik. Wien : Springer, 1937. 166 p.

#### Bases de données et dictionnaires
- Ressources relatives à la recherche :   - Digital Bibliography & Library Project
  - Mathematics Genealogy Project
  - Scopus
  - Stanford Encyclopedia of Philosophy
- Notices dans des dictionnaires ou encyclopédies généralistes :   - American National Biography
  - Britannica
  - Brockhaus
  - Den Store Danske Encyklopædi
  - Deutsche Biographie
  - Enciclopedia italiana
  - Gran Enciclopèdia Catalana
  - Hrvatska Enciklopedija
  - Internetowa encyklopedia PWN
  - Nationalencyklopedin
  - Store norske leksikon
  - Treccani
  - Universalis
  - Visuotinė lietuvių enciklopedija
- Notices d'autorité :   - VIAF
  - ISNI
  - BnF (données)
  - IdRef
  - LCCN
  - GND
  - Italie
  - CiNii
  - Espagne
  - Belgique
  - Pays-Bas
  - Pologne
  - Israël
  - NUKAT
  - Suède
  - Vatican
  - Norvège
  - Croatie
  - WorldCat